# Acer opalus
Acer opalus — вид клена з Європи й Північної Африки.

## Опис
Acer opalus — великий кущ або дерево висотою до 28 метрів. Це листопадне дерево. Діаметр стовбура — до 1 метра. Листя блискуче-зелені, довжиною 7–13 см і діаметром 5–16 см, пальчасто-лопатеві з тупими зубцями. Восени жовтіють. Кора сіро-рожева. Очищається квадратними пластинами. Має невеликі жовті квітки, які розкриваються ще до появи листя. Плід — пара крилаток, кожне насіння до 1 сантиметра в діаметрі з крилом 1.5–2.5 сантиметра.

## Поширення
Ареал: Албанія, Алжир, Хорватія, Франція, Німеччина, Греція, Угорщина, Італія, Чорногорія, Марокко, Сербія, Словенія, Іспанія, Швейцарія. Цей вид може утворювати невеликі чисті ліси або змішуватися з іншими деревами. Віддає перевагу вапняковим ґрунтам, з’являючись як на кам’янистих субстратах, у живоплотах і прохолодних тінистих місцях у вологих лісах, так і на добре розвинених ґрунтах. У частинах свого ареалу він росте з іншими широколистяними видами, такими як Quercus spp., Sorbus spp. та інші види Acer.

## Галерея

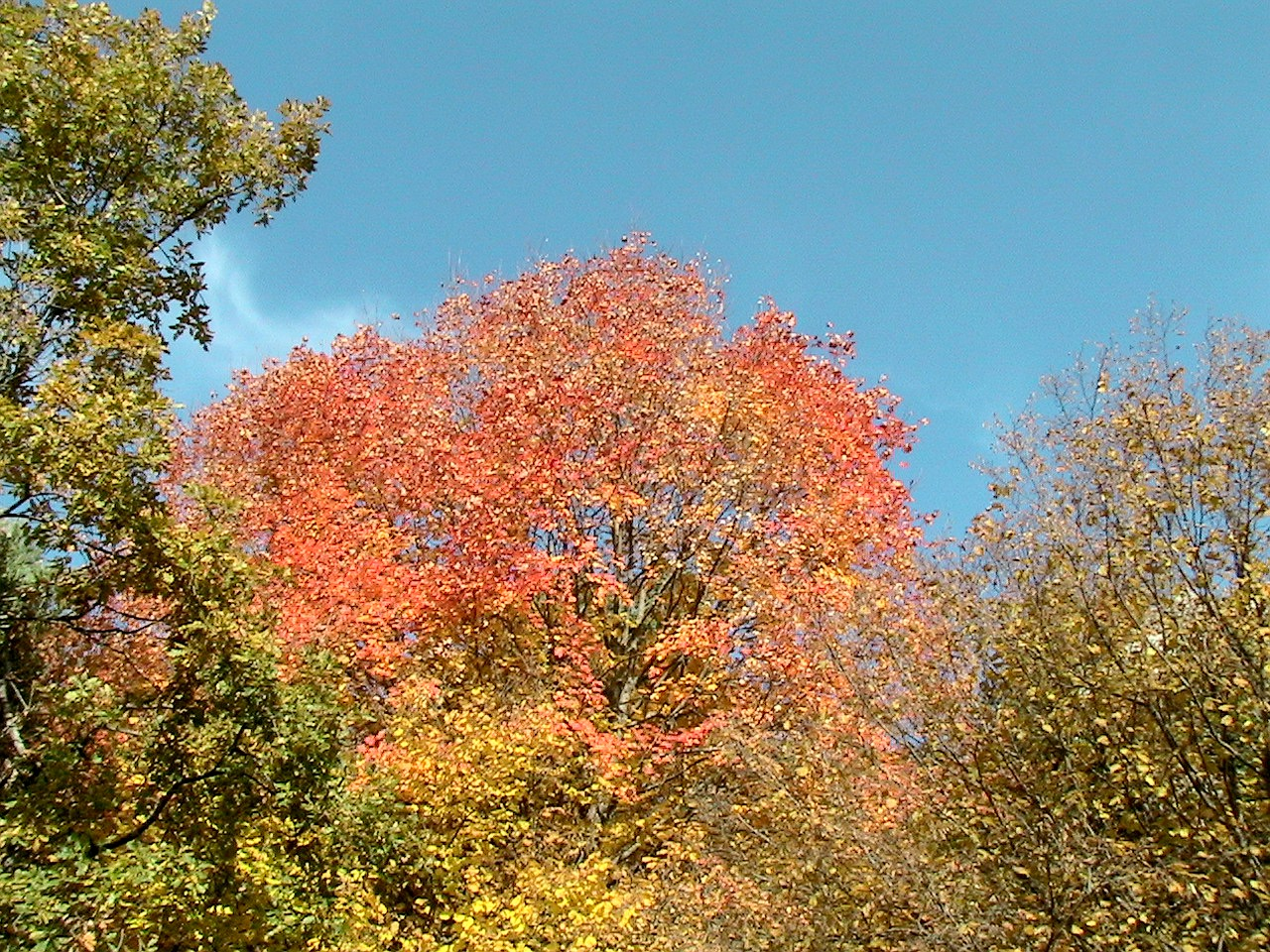
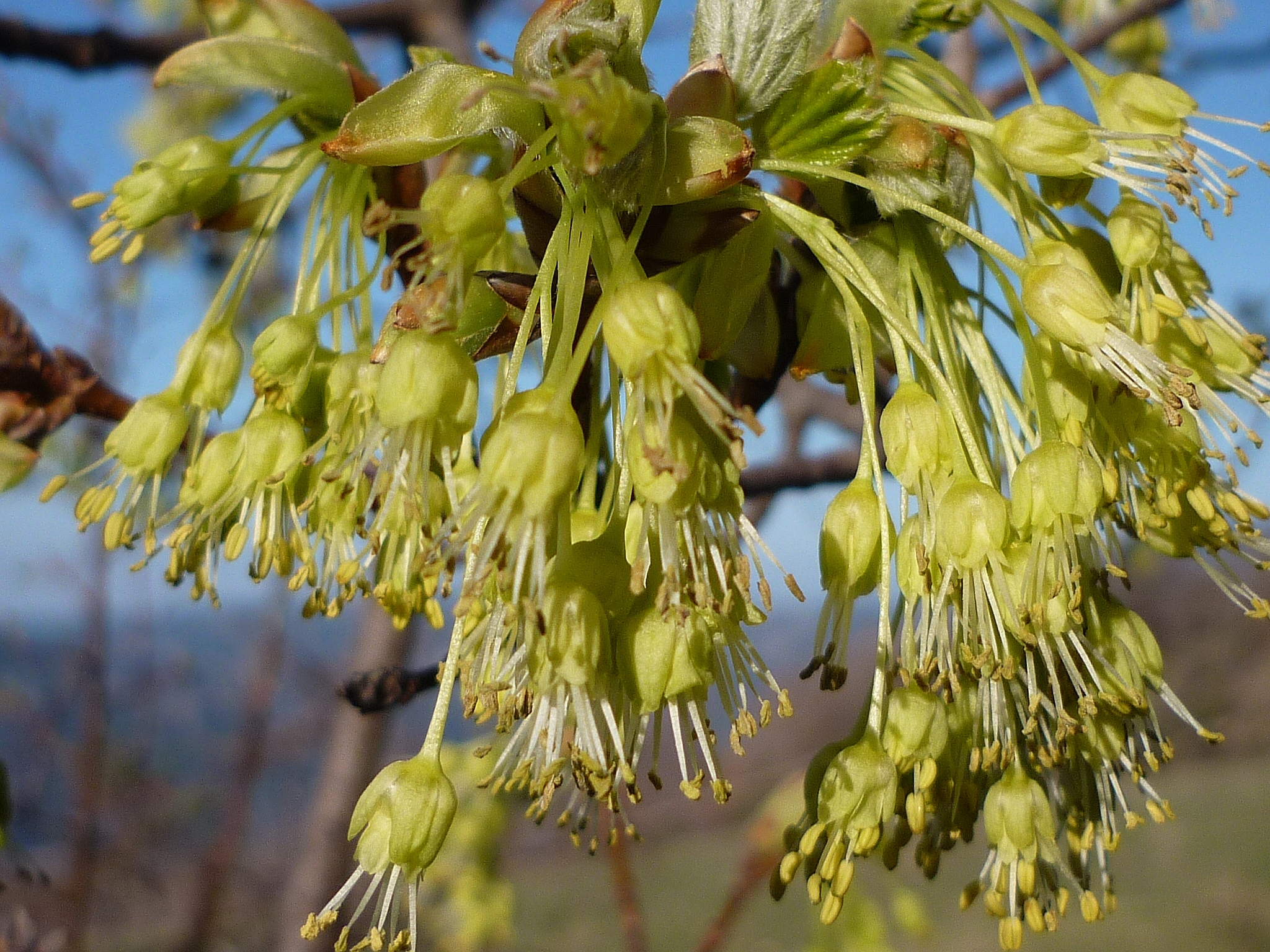

## Використання
Культивується.